# 太田源五郎
太田 源五郎（おおた げんごろう）は、戦国時代から安土桃山時代にかけての武将。北条氏の家臣。武蔵国岩付城城主。実名は不詳。幼名は国増丸。北条氏政の子。同母兄に北条氏直、同母弟に北条直定。異母弟に太田氏房。氏房と同一人物と考えられてきたが実際には別人で、現在は氏房の兄にあたる人物と考えられている。弟の氏房よりも先に太田家の家督を継いだとされている。なお、「源五郎」は歴代の岩付太田家当主の名乗り（仮名）であるが、本項ではこの人物の呼称として用いるものとする。
母については不明であるが、浅倉直美は源五郎を補佐した笠原康明の妹と推定した上で、兄である北条氏直を源五郎の同母兄であったとする説を唱えている（幼名からの推測）。

## 生涯
永禄10年（1567年）、岩付城主・太田氏資が三船山合戦で里見義弘に討たれて戦死したが、氏資には男子がおらず、北条氏康の娘との間に生まれた女子がいるのみであった。これに対して北条氏では、同氏が直接太田輝資（江戸太田一族）や宮城政業ら太田氏の一族・家臣を指揮する形で岩付領を統治していたが、氏資に追放されて常陸佐竹氏を頼っていた氏資の実父太田三楽斎が旧領奪還を図って出兵する可能性もあった。そこで、氏資の娘を北条一族の然るべき人物に娶わせて太田氏の婿養子として家督を継承させる方策を採ろうとした。
永禄12年（1569年）に北条氏康・氏政と上杉謙信の間で越相同盟が結ばれた折に、氏政次男である国増丸を謙信の養子にする提案が議論されながら白紙にされている（結果的に氏康の子とされる北条三郎が養子となった）ことから、この頃に国増丸の太田氏入嗣の計画があったとも言われている。
天正3年（1575年）から同5年(1577年)頃に、実父・氏政の後見を受ける形で岩付に入り、氏資の娘と婚姻し家督を継承した。天正8年（1580年）には元服し、仮名は太田歴代当主の「源五郎」を襲名している。
同年より「太田源五郎」名義で出された独自の文書の発給が見られ、また小田原城城下に広徳寺（現在は東京都練馬区に移転）を建立したりしていることが明らかとなっているが、天正10年（1582年）7月8日に若くして亡くなった。遺領は弟の氏房が継承した。